# Brion (Vienne)
Brion ist eine französische Gemeinde mit 221 Einwohnern (Stand: 1. Januar 2022) im Département Vienne in der Region Nouvelle-Aquitaine (vor 2016: Poitou-Charentes). Sie gehört zum Arrondissement Montmorillon und zum Kanton Lussac-les-Châteaux (bis 2015: Kanton Gençay). Die Einwohner werden Brionnais genannt.

## Geographie
Brion liegt etwa 29 Kilometer südsüdöstlich von Poitiers am Clouère. Umgeben wird Brion von den Nachbargemeinden Saint-Maurice-la-Clouère im Norden und Nordwesten, Saint-Laurent-de-Jourdes im Osten und Nordosten, Bouresse im Osten, Saint-Secondin im Süden, La Ferrière-Airoux im Südwesten, Magné im Westen sowie Gençay im Nordwesten.

## Bevölkerungsentwicklung
| Jahr                      | 1962 | 1968 | 1975 | 1982 | 1990 | 1999 | 2006 | 2013 |
| Einwohner                 | 299  | 278  | 224  | 203  | 197  | 203  | 237  | 251  |
| Quelle: Cassini und INSEE |      |      |      |      |      |      |      |      |

## Sehenswürdigkeiten
- Kirche Saint-Martin (siehe auch: Liste der Monuments historiques in Brion (Vienne))